# Kelaat Mgouna
Kelaat Mgouna (in berbero ⵜⵉⵖⵔⵎⵜ ⵏ ⵉⵎⴳⵓⵏⵏ, Tiɣremt n Imgunen, cioè il paese degli Imgunen; in arabo قلعة مݣونة‎?, qalʿat imgūna) è una città del Marocco, nella Provincia di Tinghir, nella regione di Drâa-Tafilalet.
La città è anche nota come Kalaat M'Gouna, El Kelaa des Mgouna, Qala'at Mgouna o El Kelaa.
È abitata per la maggior parte da popolazione di origine berbera.